# Villeneuve-la-Guyard
Villeneuve-la-Guyard je francouzská obec v departementu Yonne v regionu Burgundsko-Franche-Comté. V roce 2012 zde žilo 3 321 obyvatel.

## Poloha obce
Obec leží u hranic departementu Yonne s departementem Seine-et-Marne, tedy i u hranic regionu Burgundsko-Franche-Comté s regionem Île-de-France. Sousední obce jsou: Barbey (Yonne), La Brosse-Montceaux (Yonne), Diant (Yonne), Misy-sur-Yonne (Yonne), Saint-Agnan a Villeblevin.

## Vývoj počtu obyvatel
Počet obyvatel 